# Henny Tscherning

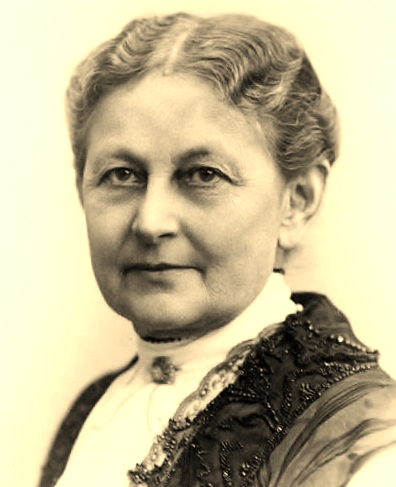
Henny tscherning

Henriette (Henny) Tscherning, geb. Schultz (* 5. März 1853 in Kopenhagen/Dänemark; † 6. August 1932 ebenda) war eine dänische Krankenschwester, Präsidentin des Dänischen Pflegerats (Dansk Sygeplejeråd) und Präsidentin des International Council of Nurses.

## Leben
Henriette (Henny) Tscherning geb. Schultz war Tochter des Postinspektors Theodor Schultz und wuchs mit neun jüngeren Geschwistern in einem Mittelstandshaushalt in Kopenhagen auf. Sie war fasziniert von den sozialen Strömungen ihrer Zeit und wollte deshalb kein Leben als Nur-Hausfrau führen. Gegen den Widerstand der Familie und des Freundeskreises beschloss sie, Krankenschwester zu werden, obwohl dieser Beruf damals nur geringes Ansehen genoss. Mit 24 Jahren ging sie von zuhause weg ins Gemeinde-Krankenhaus Kopenhagen, das 1876 eine, wenngleich unsystematische, Krankenpflegeausbildung eingeführt hatte. Sie musste im Krankenhaus wohnen und durfte keine eigene Wohnung haben. Nach einem Jahr war sie bereits Oberschwester in der chirurgischen Abteilung unter Leitung von Valdemar Holmer. Sie lernte die Lister-Methode der Asepsis kennen. Henny Schultz begann damit, Instrumente vor der Operation auszukochen, um sie so zu desinfizieren. Die Krankenhaushygiene wurde zu einem ihrer Schwerpunktthemen. 1883 unternahm sie eine Forschungsreise ins St. Thomas Hospital nach London und lernte dort das Ausbildungssystem von Florence Nightingale kennen. 1886 heiratete Schultz den Chirurgen E. A. Tscherning und gab ihren Beruf auf. Sie erzog vier eigene Kinder sowie ein Pflegekind. 1891 gab sie ein Buch über Säuglingsnahrung heraus.
1899 wurde sie als Präsidentin für den neu gegründeten dänischen Pflegerat vorgeschlagen und nahm diese Herausforderung an. Sie verfolgte einen Idealplan für die Krankenpflegeausbildung, der eine dreijährige Ausbildung mit Theorieanteilen und praktischem Anteil vorsah. Auch sollte es ein Staatsexamen und die staatliche Anerkennung für Krankenschwestern geben. Ein weiterer Schwerpunkt ihrer Arbeit war eine bessere Versorgungssituation für Krankenschwestern im Ruhestand. Tscherning war überzeugt von der Notwendigkeit der Einheit der Krankenschwestern, um Erfolg zu haben. Im Jahr 1915 wurde sie zur Präsidentin des International Council of Nurses gewählt und folgte Annie Warburton Goodrich in dieser Position. Tscherning war Präsidentin des ICN für insgesamt zwei Wahlperioden bis 1922. Ihre Nachfolgerin wurde die Finnin Sophie Mannerheim. 1920 war Tscherning zudem Mitbegründerin der Nordic Nurses Federation. 1927 übernahm Charlotte Munck die Präsidentschaft im dänischen Pflegerat.
Die Ehe mit E. A. Tscherning wurde 1909 aufgrund von Meinungsverschiedenheiten zum Thema Krankenpflege geschieden. 1918 erhielt Tscherning die Medal of Merit.